# Henryk Woźniakowski (wydawca)
Henryk Jan Woźniakowski (ur. 22 czerwca 1949 w Krakowie) – polski filolog, publicysta i wydawca, tłumacz, w latach 1991–2021 prezes zarządu Społecznego Instytutu Wydawniczego „Znak”.

## Życiorys
Ukończył studia z zakresu filologii polskiej i filozofii na Uniwersytecie Jagiellońskim. Od 1973 pracował w Wydawnictwie Literackim. W 1976 został zatrudniony w redakcji miesięcznika „Znak”.
W latach 1991–2021 był dyrektorem i prezesem zarządu Społecznego Instytutu Wydawniczego „Znak”. Publikuje recenzje i eseje na tematy społeczne, polityczne i religijne, zamieszczane m.in. w „Znaku”, „Tygodniku Powszechnym”, „Res Publice Nowej” i „Więzi”. Zasiadał w zarządzie Ośrodka Myśli Politycznej. Przełożył na język polski m.in. Rozmyślania o Europie José Ortegi y Gasseta (2006) oraz Sempé i jego świat Jean-Jacques'a Sempégo.
Pełnił funkcję zastępcy rzecznika prasowego rządu Tadeusza Mazowieckiego oraz dyrektora generalnego w Urzędzie Rady Ministrów (1989–1990). Należał do założycieli Forum Prawicy Demokratycznej, Unii Demokratycznej i Unii Wolności. Działa w PEN Clubie, Klubie Inteligencji Katolickiej. Był jednym z fundatorów Polskiej Fundacji im. Roberta Schumana, pełnił funkcję przewodniczącego jej rady programowej. Był członkiem komitetu poparcia Bronisława Komorowskiego przed wyborami prezydenckimi w 2010 i w 2015. Został członkiem rady Fundacji im. Batorego.
Zasiadł w kapitule nagrody im. księdza Józefa Tischnera.
Jest synem Jacka Woźniakowskiego oraz bratem Róży Thun.

## Odznaczenia i wyróżnienia
W 2003 wyróżniony francuskim Krzyżem Oficerskim Orderu Narodowego Zasługi. W 2011 prezydent Bronisław Komorowski odznaczył go Krzyżem Oficerskim Orderu Odrodzenia Polski. W 2020 otrzymał Krzyż Wolności i Solidarności. W 2023 otrzymał nagrodę 100-lecia ZAiKS-u.